# 扬·杜米特雷斯库
扬·杜米特雷斯库（羅馬尼亞語：Ion Dumitrescu，1925年7月18日—1999年），罗马尼亚男子射击运动员。他曾代表罗马尼亚参加1960年、1964年、1968年和1972年夏季奥林匹克运动会射击比赛，获得一枚金牌。